# Kuczurhan (stacja kolejowa)
Kuczurhan (ukr. Кучурган) – stacja kolejowa w miejscowości Trud-Kutok, w rejonie rozdzielniańskim, w obwodzie odeskim, na Ukrainie. Położona jest na linii Rozdzielna – Tyraspol.
Jest ukraińską stacją graniczną na granicy z Mołdawią (de facto z Naddniestrzem).

## Historia
Stacja powstała w XIX w. na drodze zależnej Odessa – Korneszty, pomiędzy stacjami Rozdzielna i Tyraspol.